# Daniel Acharuparambil
Daniel Acharuparambil OCD (n. 12 mai 1939, Pallippuram⁠(d), Kottayam district⁠(d), Kingdom of Thiruvithamkoor⁠(d), India – d. 26 octombrie 2009, Kerala, India) a fost un arhiepiscop al Arhidiecezei de Verapoly, cu sediul în Kochi, India.